# Parafodina sambirano
Parafodina sambirano är en fjärilsart som beskrevs av Pierre E.L. Viette 1966. Parafodina sambirano ingår i släktet Parafodina och familjen nattflyn. Inga underarter finns listade i Catalogue of Life.